# Reine Blanche (cuirassé)
Pour les articles homonymes, voir Reine blanche.
La Reine Blanche est une corvette cuirassée de classe Alma construite à l'arsenal de Lorient pour la Marine française. Lancée en 1868 puis armée l'année suivante, elle sert notamment en mer Méditerranée, dans l'océan Atlantique et dans l'océan Pacifique avant d'être désarmée et condamnée en 1886.

## Conception
En 1865, la construction de la Belliqueuse selon des plans d'Henri Dupuy de Lôme donne des résultats encourageants. Il est alors décidé de lancer la construction de sept corvettes cuirassées basées là-dessus, mais dotées d'une vitesse plus grande et d'une artillerie plus puissante et mieux disposée : la classe Alma. Les dimensions sont quasiment identiques, tout comme le déplacement. Dotés d'une carène en bois, les cuirassés ont une ceinture blindée de 15 cm, et les œuvres mortes à l'avant et à l'arrière du réduit sont en tôle de 15 mm. Ces navires, conçus eux aussi par Dupuy de Lôme disposent d'une propulsion hybride : grées en trois-mâts barque avec une surface de voile de 1 450 m2, ils sont propulsés par une hélice Mangin mue par une machine alternative à trois cylindres, elle-même alimentée par des chaudières Creusot.
Côté armement, la corvette dispose de six canons de 19 cm : 4 sont disposés dans un réduit central, et deux autres sur les gaillards dans des tourelles barbettes. Celles-ci ont un blindage de 10 cm et peuvent tirer en chasse et en retraite.

## Histoire
La construction de la Reine Blanche commence en 1865 à l'arsenal de Lorient. La corvette cuirassée est lancée le 10 mars 1868 et armée le 15 avril 1869, sous les ordres du capitaine de vaisseau de Langle de Cary. En juillet 1870, elle fait une croisière dans les Shetland avec le commandant Tricault à la barre, avant d'être placée en réserve à Lorient en septembre. En juillet 1871, la Reine Blanche, sous le commandement du capitaine de vaisseau Lejeune, intègre la 2e division de l'escadre d'évolutions. La corvette passe successivement aux ordres des commandants Galiber (1873), de Saulces de Freycinet (1874) puis Sellier (1875) avant d'être mise en réserve en février 1876. En avril, le navire reprend la mer sous les ordres du capitaine de vaisseau Pallu de Labarrière. Le 3 juillet 1877, il est percuté par la Thétis au large d'Hyères, avant d'être placé en réserve à Toulon en janvier 1878.
En avril 1879, la Reine Blanche intègre la division du Levant, successivement sous les ordres des commandants Lamothe-Tenet, Zédé, puis de Marquessac. En janvier 1884 la corvette rejoint la division navale du Pacifique, sous les ordres des commandants Mathieu puis de Jonquières. Elle est de retour à Cherbourg le 22 mai 1886, la coque et les chaudières en mauvais état. La Reine Blanche est finalement désarmée et condamnée le 12 novembre 1886.